# پرافتستون (ایلینوی)
پرافتستون، ایلینوی (به انگلیسی: Prophetstown, Illinois) یک شهر در ایالات متحده آمریکا با جمعیت ۲٬۰۸۰ نفر است که در ایلی‌نوی واقع شده‌است.

## موقعیت جغرافیایی
موقعیت جغرافیایی شهرها و مناطق اطراف به شرح زیر است: